# 完全省錢戀愛手冊
《完全省錢戀愛手冊》（英語：Love On a Shoestring）是2024年聯利媒體股份有限公司TVBS與新加坡新傳媒私人有限公司（Mediacorp Pte. Ltd.）聯合製作的原創劇集，改編自秀威資訊科技股份有限公司出版，作家Killer的同名小說「完全省錢戀愛手冊」。由台灣與新加坡兩地人氣演員：郭書瑤、林子閎、周智慧、林鶴軒、陳語安、黃柏峰、王彩樺、檢場、胡煜詩、鄧偉德、潘映竹領銜主演。於2023年10月24日開拍，2024年2月6日殺青。2024年4月14日起，每周日晚間8點，於TVBS歡樂台首播，Netflix、愛奇藝國際站於晚間10點同步上架。

## 播出時間
| 頻道                 | 所在地   | 播映日期      | 播出時間                |
| -------------------- | -------- | ------------- | ----------------------- |
| TVBS歡樂台           | 臺灣     | 2024年4月14日 | 每週日20:00-22:00       |
| 緯來戲劇台           | 臺灣     | 2024年6月2日  | 每週六日20:00-22:00     |
| Netflix/愛奇藝國際站 | 網路平台 | 2024年4月14日 | 每週日22:00更新兩集     |
| 新傳媒U頻道          | 新加坡   | 2024年5月2日  | 每週一到週五22:00-23:00 |
| Astro AEC            | 马来西亚 | 2024年5月27日 | 每週一到週五20:30-21:30 |

## 演員名單
| 演員   | 角色             | 介紹 |
| 郭書瑤 | 簡可可           | 25歲，在一般的家庭裡長大，個性積極努力，平易近人，有點小聰明，學東西快，反應快，腦筋也動得快，是個直率又善良的女孩子，人緣也不錯，唯一的缺點就是太珍惜『錢』！她之所以會有這樣的觀念起源來自於父親簡浮雲，從小就教導可可勤儉的真諦。可可將省錢觀念淋漓盡致地用在日常生活和工作，發揮很多省錢妙招，也一直鑽研如何珍惜金錢的究極之路，只不過老天爺似乎覺得給她的歷練還不太夠，讓她春心萌動談戀愛不說，喜歡的對象還是個花錢大手大腳的男人-王海闊！ |
| 林子閎 | 王海闊           | 30歲，長相英挺、帥氣，業務能力強，在業界是有名的王牌業務，而他為了進一步認識可可，屈尊就卑到可可上班的公司成為業一部的經理，因出手闊綽瞬間成為公司裡的風雲人物，更成為公司裡眾多單身女性們的目標。海闊不只工作能力一把罩，個性溫和善解人意，還總是笑臉迎人，沒有高高在上的態度，讓他的同性緣和異性緣都超級好，所以不只可可對他充滿好感，公司裡赫赫有名的美女Elly還直接把他當成目標要攻剋他。然而，海闊花錢如撒錢的作風不是因為他是富二代，而是他對金錢的厭惡！ |
| 周智慧 | Elly             | 29歲，公司裡名聲響亮的月光族，長得美麗漂亮，身材玲瓏有致，是讓男人回頭的尤物。就因為自身條件非常好，所以為了搭配她的外表，她將所有的錢花在裝扮自己身上，坦蕩蕩地自認在投資自己，讓自己賞心悅目，受到男人的追捧，她就開心。只不過年近三十大關，讓她有了危機意識，所以她打算加緊腳步要找個多金的男人來依靠。因此，海闊的出現，猶如在茫茫大海中乍現的冰山，她肯定要一頭撞上去，沉在他懷裡，只是Elly怎麼也沒想到完全跟她性格相反，愛錢如命的可可竟然從中阻擾！為了把海闊抓到手，Elly不只全力以赴，還找了公司的花孔雀Michael趙一起合作，結果萬萬沒有想到，她竟然對這隻花孔雀動心了！ |
| 林鶴軒 | Michael趙/趙子隆 | 29歲，擁有無限自信，完全看不到自己的缺點，只放大自己優點的一個男人，但卻不貶低他人，再加上對女人彬彬有禮的優雅作風，讓他吸引一眾女士高層的青睞，在海闊來之前，他的業績始終是公司裡的第一名。海闊的出現，確實讓Michael趙有了一絲危機感，但他的危機感不是來自於業績，而是可可！因為可可始終只對『錢』感興趣，沒想到現在竟然也會喜歡男人！既然可可喜歡男人，那怎麼能不喜歡上他呢？這可事關男人的尊嚴，為了扳回一城贏過海闊，Michael趙同意和Elly一起合作，拆散可可和海闊，讓他們談不成戀愛！                                                                                        |
| 陳語安 | 孫佳莉           | 25歲，個性溫柔，脾氣超好，但缺乏安全感，因為親生父母在她很小的時候就離婚，離婚之後又各自嫁娶另組家庭，就這樣她從被父母疼愛的小公主變成了一個多餘的存在，從小被阿嬤養大，認為只有被需要才不會落到被拋棄的下場。她和可可是高中同學，可可因為珍惜金錢的態度，對於班上要花錢的聚會都不參加，而佳莉則是不想給阿嬤負擔，也從不參加班上聚會，兩人因此成為好朋友，每當可可有煩惱，總是找她傾吐。佳莉最大的心願是開一間小小的烘培坊，所以她除了正職的工作，假日也打工，努力賺錢存創業基金。                                                                                              |
| 黃柏峰 | 李元崇           | 22歲，大學生，理工男，憨厚樸實，不擅人際社交，沒什麼朋友，不懂浪漫，所以也沒有戀愛細胞和異性緣。因為打工的關係認識了熱心助人又溫柔的佳莉，漸漸喜歡上佳莉，但因為佳莉有男朋友，所以遲遲不敢表露心意，一直到發現佳莉被男友制約且不被珍惜，才開始有所行動。他發現佳莉是付出型人格，非常沒有安全感，可是他想讓佳莉知道她值得被愛，而且自己絕對可以給他相對的安全感。 |
| 檢場   | 簡浮雲           | 57歲，是左鄰右舍公認的好丈夫、好爸爸，也是認真負責且熱心助人的里長伯，有一點點怕老婆，但一點也不介意，因為這是疼老婆的表現。和女兒可可的感情很好，因為可可盡得他的真傳，對金錢的珍惜比他這個父親的還要厲害，父女倆最開心的時候，就是一起省下金錢的時候。得知女兒喜歡上花錢大手大腳的海闊時，基於前世情人被奪的不爽，他對海闊沒好臉色，甚至有點排擠的意味。 |
| 王彩樺 | 張春嬌           | 54歲，個性果決、乾脆、不囉唆，結婚之後就是家管，個性是比較大而化之，省錢功力雖然不比浮雲、可可，但在經年累月的訓練，也變得錙銖必較起來。看女兒可可隨著丈夫的腳步走上省錢之路，她其實有點擔心，深怕女兒因此人緣不好，好在可可除了節省之外，還是懂得分享，這讓她放心不少。在知道海闊的個性後，一開始春嬌是贊成的，覺得可可太省了，有個愛花錢的男朋友可以稍微平衡一下，可是隨著戀愛談下去，可可卻似乎變得越來越不快樂，漸漸地不認同兩人交往。 |
| 鄧偉德 | 陳實             | 29歲，性格溫和，腳踏實地，是個善良的好人，心思敏銳，觀察力也算不錯，和海闊一樣同屬業務部，是海闊的下屬，自從海闊當他上司之後，很快就和海闊成為朋友。不過，當他意外得知海闊喜歡可可的時候非常震驚，甚至替海闊擔心，因為可可不是一般的女人！可是為了海闊，他又得壓抑擔心，幫助朋友在感情路上一切順利，搞得他左右為難！ |
| 胡煜詩 | 凱蒂             | 23歲，剛進公司三個月的職場菜鳥，因為愛美喜歡逛街跟Elly越來越熟，但她並沒有因為跟Elly比較好，就疏離Elly的死對頭可可，在工作上還是很友善。凱蒂交過幾任男朋友，也曾談過辦公室戀情，但不敵公司同事的閒言閒語最終分手。 |
| 潘映竹 | 毓芬             | 27歲，在公司會計部工作，消息靈通，和Elly、凱蒂是鐵三角好友，三人會一起討論八卦，互通有無。看似活潑，鬼點子多，但對待愛情十分內向，容易害羞，一次跨部門的聯誼之旅，讓她和陳實之間有了交集，漸漸在乎起對方的存在。 |
| 陳季霞 | 林陳月雲         | 67歲，個性有點悍，說話大聲，傳統婦人。對佳莉十分溫柔，因為她知道女兒太年輕結婚生子，後來跟老公離婚各組家庭後，卻誰也都不要原先的孩子，所以阿嬤了解佳莉從小就缺愛，就算有這個阿嬤疼她，佳莉的不安全感還是很重，盡管知道佳莉的男友不是好男人，但不想讓佳莉壓力太大，也只好睜一隻眼，閉一隻眼。在知道元崇暗戀佳莉後，對元崇很有好感，一心希望佳莉和元崇能在一起。 |
| 伊正   | 王長發           | 海闊父親，與海闊長年不和睦。 |
| 民雄   | 張展鵬           | 圈圈選物的合作夥伴，因海闊遲到而要取消合作。 |
| 王振復 | 王振復           | 圈圈選物副總，為公司節約成本是他最大的任務。 |
| 周詠訓 | 馬俊偉           | 圈圈選物總經理，做任何事都只在乎公司利益。 |
| 梁瀚名 | 梁瀚名           | 人事經理，Elly表哥，很照顧表妹，但卻不認同她的愛情觀。 |
| 蔣偉文 | 陳展鵬           | 元崇打工超商店長，為人熱情，對員工十分照顧。 |
| 尹彥凱 | 吳志剛           | 佳莉現任男友，利用佳莉渴望被需要而利用她，長期情緒勒索佳莉。 |
| 方語昕 | 高瑋姍           | 志剛的另一位女朋友，伶牙俐齒，十分潑辣。 |
| 王敏淳 | 蕭倩倩           | 元崇的大學學妹，聰明伶俐，年輕人思維，不容易被左右，喜歡元崇並且大膽示愛。 |
| 林莎   | Joan             | 圈圈選物行銷部同事，對可可有敵意，知道可可省錢故意利用結婚喜帖，讓可可花錢。 |
| 卞慶華 | Eric             | 追求Elly的高富帥，其實是個不折不扣的渣男，利用油嘴滑舌想欺騙Elly。 |
| 何妤玟 | 海闊母           | 海闊媽媽，溫柔婉約，對海闊疼愛有加，在海闊小時候不幸病逝。 |
| 陳婉婷 | 佳莉母           | 佳莉媽媽，在佳莉小的時候跟丈夫離婚後改嫁，對佳莉不聞不問，導致佳莉在缺乏母愛下成長。 |
| 逸祥   | 阿光             | 志剛身邊的混混朋友，成天跟志剛泡網咖玩樂。 |
| 黃文志 | 王浩賢           | 業務部同事，對業務部工作總充滿熱忱，大大的黑框眼鏡為其特色。 |
| 林振玄 |                  | 業務部同事，業務部裡各種大小情報來源擔當。 |
| 洪靖婷 | 趙助理           | 業務部同事，為Michael趙的助理，張羅著趙經理的各種事情。 |
| 蔡湘宜 | 游芬芳           | 佳莉打工的麵包店店長，明事理，對佳莉很好。 |

## 製作團隊
- 出品人：陳文琦、譚樂瓊
- 發行人：劉文硯、林麗慧
- 總監製：郝孝祖、趙君璐、羅温温
- 監製：謝欣恬、張敏思、徐詩淇、羅卓建勝
- 導演：彭兆鴻
- 製作人：邵弘毅
- 企劃：唐莉雅、鄭詠翰
- 原著：完全省錢戀愛手冊
- 編劇：邵慧婷
- 執行編劇：鄭涵文、李盈緣
- 插畫設計：小孟璇
- 製作公司：毅達影視有限公司、豐采節目製作股份有限公司

## 電視劇歌曲
| 曲別   | 歌名             | 演唱者             | 作詞                                     | 作曲                                   | 編曲        |
| ------ | ---------------- | ------------------ | ---------------------------------------- | -------------------------------------- | ----------- |
| 片頭曲 | 游移在友誼的漩渦 | DENA張粹方、吳思賢 | 林言奕、DENA張粹方、賴佑政               | 林言奕、DENA張粹方、賴佑政             | 林言奕      |
| 片尾曲 | 喜歡你這個事情   | 周籽言             | 周籽言                                   | 周籽言                                 |             |
| 插 曲  | 漸漸好天氣       | 李佳歡、周籽言     | 周籽言                                   | 周籽言                                 | 舒涵Shellen |
| 插 曲  | Cupid Cupid      | 周籽言             | 王爺斯禹、周籽言、黃茵憶                 | 王爺斯禹、周籽言、黃茵憶               | 王爺斯禹    |
| 插 曲  | 明星             | 張喬西             | 施立、黃芷綺                             | 黃芷綺、張喬西、蔡政勳、曾獻恩、陳芥稜 |             |
| 插 曲  | No More Dreaming | 吳思賢             | 宋星凱、SEAN M. SINCLAIR、KXROWN、JAYINS | JAYINS                                 |             |

## 外部連結
- TVBS Originals原創戲劇 （页面存档备份，存于）
- TVBS 劇在一起的Facebook專頁 （页面存档备份，存于）
- 在Netflix上觀看《完全省錢戀愛手冊》

| 新加坡 新传媒U频道 星期一至五 22:00 - 23:00 · | 新加坡 新传媒U频道 星期一至五 22:00 - 23:00 ·       | 新加坡 新传媒U频道 星期一至五 22:00 - 23:00 · |
| --------------------------------------------- | --------------------------------------------------- | --------------------------------------------- |
|                                               | 完全省錢戀愛手冊 （2024年5月2日—2024年6月4日） PG13 |                                               |
| 依法相愛吧 （2024年4月1日—2024年5月1日）      | 假面的女王 （2024年6月5日—2024年7月10日）           |                                               |

| 马来西亚 Astro AEC HD 星期一至五 20:30 - 21:30 | 马来西亚 Astro AEC HD 星期一至五 20:30 - 21:30                                                                | 马来西亚 Astro AEC HD 星期一至五 20:30 - 21:30 |
| ---------------------------------------------- | --- | ---------------------------------------------- |
|                                                | 完全省钱恋爱手册 (2024年5月27日—2024年6月27日）                                                               |                                                |
| 非爱不可 （2024年4月29日—2024年5月24日)        | 周公讲鬼，哪里有鬼？（第1-4集） （2024年6月28日&2024年7月1日）宠他，还是爱我？ （2024年7月2日—2024年7月29日） |                                                |

1. ↑  非戏剧节目